# Clube Desportivo de Montijo
El Clube Deportivo de Montijo conegut comunament com a Montijo va ser un club de futbol de la ciutat de Montijo, Setúbal. El club es va fundar el 1948 i es va desfer el 2007 per problemes econòmics. Com a Clube Deportivo de Montijo, va jugar a la Primeira Liga en tres ocasions les temporades 1972–73, 1973–74 i 1976–77. L'ex porter internacional portuguès Ricardo va jugar al club entre 1994 i 1995 abans de ser cedit al Boavista.
Després de plegar l'any 2007, es va reiniciar com a Clube Olímpico do Montijo l'11 de juliol de 2007. L'equip actual de Montijo juga al Campo da Liberdade que té una capacitat de 1000 seients. Com a Clube Olímpico do Montijo juga actualment al Campeonato de Portugal.